# Novovolodîmîrivka, Hola Prîstan
Novovolodîmîrivka (în ucraineană Нововолодимирівка) este localitatea de reședință a comunei Novovolodîmîrivka din raionul Hola Prîstan, regiunea Herson, Ucraina.

## Demografie
Componența lingvistică a localității Novovolodîmîrivka
     Ucraineană (86,9%)
     Rusă (6,88%)
     Română (1,05%)
     Alte limbi (0,77%)
Conform recensământului din 2001, majoritatea populației localității Novovolodîmîrivka era vorbitoare de ucraineană (86,9%), existând în minoritate și vorbitori de rusă (6,88%), armeană (4,21%) și română (1,05%).